# Ширнак
Ширнак је град на југоистоку Турске. То је главни град провинције Ширнак, нове провинције која се одвојила од провинције Хакари. Гранична капија Хабур са Ираком која је једна од главних веза Турске са земљама Блиског истока такође је на Ширнак.

## Имена
Насеље се првобитно звало Сер-и Нух ( град Ноа ), пошто је било близу планине Џуди, где се веровало да је Нојева барка слетела после потопа.

## Историја
За време владавине Гута у региону, изумљен је посебан стил натписа под називом "цивили зенд". Планина Џуди, окружена другим планинама на истоку и североистоку и равницама на западу и југозападу, има јединствено место у историји. То је планина на којој се верује да је слетио Нојев Ковчег. Један од његових врхова, на преко 2000 m, се зове Нојева посета (неки исламски научници тврде да се Ноа искрцао на планину Џуди).